# کریستاپور تادوسیان
کریستاپور (کریستوفر) تادوسیان (ارمنی: Քրիստափոր Թադեոսյան؛ ۱۹۰۵ - ۱۹۹۲)، وی از معماران نوگرای اهل ارمنستان بود.

## زندگی‌نامه
کریستاپور تادوسیان در ۱۹۰۵ میلادی (۱۲۸۴ خورشیدی) در تفلیس به دنیا آمد و تحصیلات ابتدائی و متوسطه را در مسکو و ایروان گذراند و پس از آن برای تحصیلات معماری به ژنو رفت و موفق شد از آن دانشکده معماری فارغ‌التحصیل شود.
تادوسیان عضو همایش بین‌المللی معماری مدرن بود و با لوکوربوزیه، معمار معروف سوئیسی، همکاری داشت. تادوسیان برای طرح ساختمان‌های ضد زلزله مفتخر به دریافت نشان طلای همایش کنگره بین‌المللی معماری مدرن شد.
وی در ۱۹۹۲ میلادی (۱۳۷۱ خورشیدی) در سن ۸۷ سالگی در ژنو درگذشت.

## آثار
آثار وی عبارت اند از:
- ساختمان بانک ملی اهواز
- بیمارستان فیروزگر
- ساختمان‌های اداری، تجاری و منازل شخصی مسکونی
- ساختمان سه‌گوش اهواز (دانشکده ادبیات اهواز)